# Indaba
Un(e) indaba (en xhosa : íⁿd̥a̤ːɓa) est une importante conférence organisée par les izinDuna (« chefs »)  Zoulous et Xhosa d'Afrique australe. Les mêmes pratiques existent chez les Swazi qui utilisent le cognat indzaba. Les indabas peuvent inclurent les seuls izinDuna d'une communauté, ou bien concerner les chefs d'autres communautés.
Le terme existe dans les langues zoulou et xhosa. Il signifie « affaires » ou « sujet d'intérêt ».
Le terme est employé à l'époque actuelle au sens de « conférence ». Ainsi, une indaba a lieu chaque année en Afrique du Sud. Il s'agit d'une réunion de tous les acteurs du secteur du tourisme en Afrique, l'un des trois principaux événements de marketing touristique du calendrier mondial, et le plus important en Afrique, attirant des milliers de délégués, de visiteurs et de représentants des médias du monde entier.
Robert Baden-Powell, fondateur du mouvement scout, a introduit le terme pour nommer les réunions des dirigeants de cette organisation. Le World Scout Indaba est une réunion de chefs scouts.